# Antony Flew
Antony Garrard Newton Flew, född 11 februari 1923 i London, död 8 april 2010 i Reading, Berkshire, var en brittisk filosof som var känd i flera årtionden som en av världens ledande ateistiska tänkare. Flew uttryckte  teistiska åsikter första gången offentligt som 81-åring, i en intervju år 2004, och författade 2007 boken There is a God - how the world's most notorious atheist changed his mind. Flew menade att det avgörande argumentet var att DNA-molekylens och livets uppkomst fortfarande inte har fått en tillfredsställande naturvetenskaplig förklaring. Vetenskapliga genombrott, särskilt i kosmologin, har också haft betydelse, där de finjusterade naturkonstanterna (som att om elektronens massa bara skulle avvika litet skulle inget liv ha kunnat utvecklas i universum) enligt Flew inte bevisar men ger stöd för att universums naturlagar kan vara utformade av en intelligent designer. Teistiska filosofer som Alvin Plantinga och Richard Swinburne hade betydelse för Flews omvändelse. 
Vissa kritiker hävdar dock att Flews omvändelse till teism är diskutabel. Man menar att det Flew uttryckte sista åren av sitt liv snarare var deism, eftersom han sade att nya vetenskapliga rön ger stöd för att universum en gång i tiden skapades av en intelligent designer, men inte talade om en Gud som är allsmäktig än idag. Ateistiska kritiker går till och med så långt att man antyder att Flew hade blivit senil eller hävdar att han manipulerats av religiösa apologeter, bland annat sin medförfattare Varghese. Flew försvarade sig, och menade att han står bakom boken i sin helhet. 
Flew är känd för att ha formulerat felslutet "Ingen sann skotte" i sin bok Thinking About Thinking (1975).

## Biografi
Antony Flew var son till en metodistpräst. Han utbildades vid St Faith's School i Cambridge, och därefter Kingswood School i Bath. Under andra världskriget studerade han japanska vid Institutionen för orientaliska och afrikanska språk och kulturer, University of London och var underrättelseofficer inom brittiska flygvapnet RAF. Efter kriget avlade Flew en examen i klassiska studier vid St John's College,  Oxford. Flew anställdes som universitetslektor i filosofi vid Christ Church, Oxford, från 1949 till 1950, varefter han var under fyra år föreläsare vid University of Aberdeen och professor i filosofi i 20 år vid universitet i Keele. Mellan 1973 och 1983 var han professor i filosofi vid University of Reading. Efter sin pensionering tog Flew en halvtidstjänst för ett par år på York University i Toronto. 
Efter sina studier på grundnivå deltog Flew i möten varje vecka i den kristne författaren C. S. Lewis sokratiska förening. Även om Flew beskriver Lewis som "en i högsta grad resonlig man" och "den utan tvekan mest inflytelserika kristna apologeten under de sextio eller fler år som gått sedan han grundade denna förening," har han inte låtit sig övertygas av det moraliska argumentet för Guds existens som C.S. Lewis formulerad i boken Kan man vara kristen? (Mere christianity, 1950). Flew kritiserade även andra filosofiska argument för Guds existens. Han drog slutsatsen att i synnerhet det ontologiska gudsbeviset inte håller, eftersom det bygger på antagandet att begreppet Gud kan härledas från begreppet godhet. Endast de vetenskapliga formuleringarna av det teleologiska gudsbeviset var avgörande för Flews omvändelse. 
Flew fick sin berömmelse genom böckerna God and philosophy (1966) och Presumption for ateism(1984), där han hävdar att man bör förutsätta ateism så länge bevis på en Gud saknas.